# 乙酰基叠氮化物
乙酰基叠氮化物是一种有机化合物，化学式为C2H3N3O，它可由乙酰氯和叠氮化钠在丙酮中反应得到。它在水中可以被铁还原为乙酰胺。它和环己-2-酮亚基-λ5-三苯基磷烷反应，可以得到1-乙酰基-4,5,6,7-四氢苯并-1H-三唑。